# Cratere Amalasuntha
Amalasuntha  è un cratere sulla superficie di Venere. Deve il suo nome ad Amalasunta, regina degli Ostrogoti fra il 526 e il 535.